# ميخائيل بارنز (سياسي)
ميخائيل بارنز (بالإنجليزية: Michael Barnes)‏ هو سياسي بريطاني، ولد في 22 سبتمبر 1932، وتوفي في 22 مارس 2018. حزبياً، نشط في حزب العمال. في الانتخابات العامة في المملكة المتحدة 1966 ‏، انتخب عضو البرلمان الرابع والأربعون للمملكة المتحدة عن دائرة Brentford and Chiswick (UK Parliament constituency) ‏ (31 مارس 1966 – 29 مايو 1970) وفي الانتخابات العامة في المملكة المتحدة 1970، انتخب عضو البرلمان الخامس والأربعون للمملكة المتحدة عن دائرة Brentford and Chiswick (UK Parliament constituency) ‏ (18 يونيو 1970 – 8 فبراير 1974).